# Case paenga
Le Case Paenga (rapanui: hare paenga) sono un tipo di casa della cultura dell'Isola di Pasqua, la cui forma ricorda un corpo di barca capovolto e che era riservata all'élite religiosa e politica.

## Struttura dell'insediamento

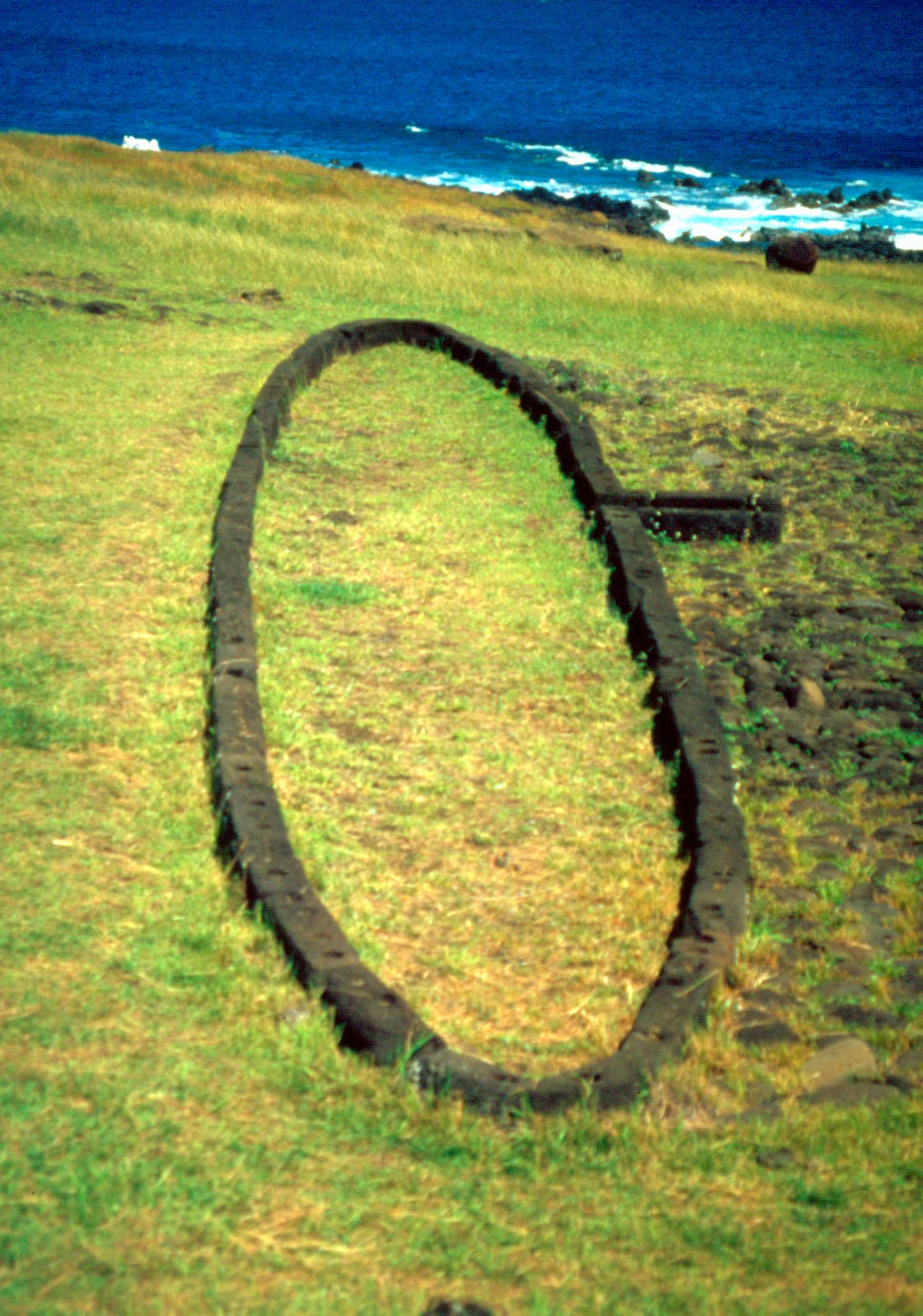
Pietre di fondazione di una casa paenga

Il tipico insediamento dell'Isola di Pasqua nel periodo classico dal 1000 al 1650 circa, si trovava in prossimità della costa per poter accedere al mare, importante fonte di cibo. Comprendeva case, forni a terra (umu), giardini recintati (manavai) e pollai (hare moa). Il villaggio aveva anche una piattaforma cerimoniale (ahu) come centro religioso e politico di potere. Più vicine alla costa e prestigiosamente non lontane dal palco cerimoniale, erano raggruppate le case paenga, riservate alle famiglie della nobiltà e del sacerdozio. Insediamenti più grandi e più importanti avevano anche una grande casa di riunione (hare nui), paragonabile nella costruzione alle case Paenga. Secondo rapporti contemporanei, alcune case di riunione erano lunghe più di 100 metri. Più avanti all'interno dell'isola, in mezzo ad altri giardini e campi, seguirono le capanne più semplici, per lo più rettangolari, ma anche rotonde o ovali dei semplici membri della tribù. Nelle immediate vicinanze c'erano i pollai in pietra (lepre moa). I polli erano una merce preziosa in modo che fosse garantito un monitoraggio costante.

## Costruzione
La parola paenga ha un doppio significato nella lingua dell'Isola di Pasqua, indica sia la pietra tagliata che lavorata, ma significa anche famiglia allargata o gruppo familiare. Hare Paenga significa sia casa per la famiglia allargata, che si riferisce all'uso, sia casa in pietra, che si riferisce al materiale utilizzato nella costruzione.

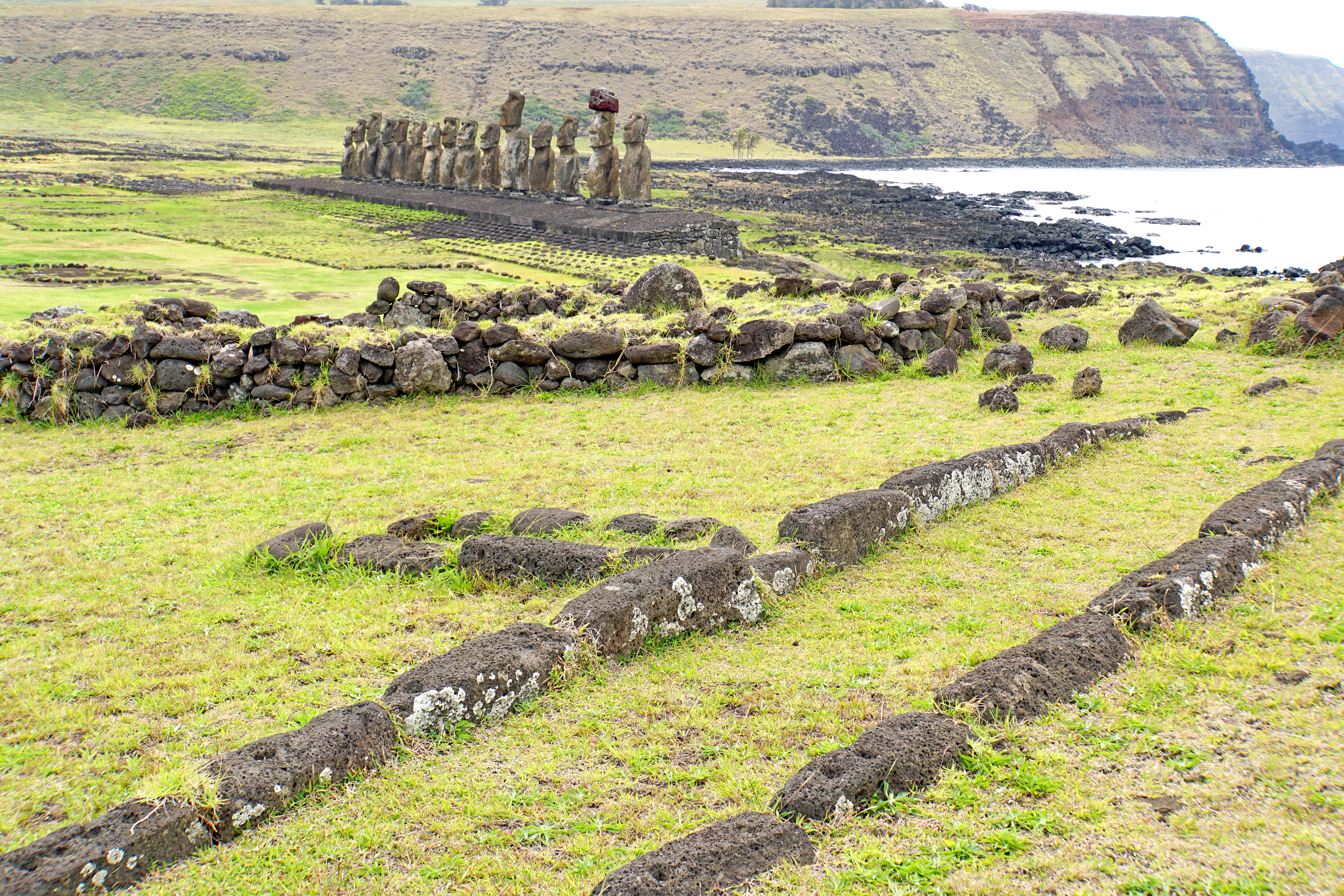
Un "Hare Paenga" con lo sfondo di Ahu Tongariki

Le basi della casa Paenga erano pietre di fondazione accuratamente lavorate in basalto duro, più o meno delle dimensioni e della forma dei nostri attuali cordoli, che erano disposte a forma di ellisse allungata e scavate da 30 a 100 cm nel terreno. La parte superiore di ogni pietra aveva due o più fori in cui venivano inseriti sottili rami di legno di Toromiro. I pali di legno sono stati uniti per formare una struttura a cupola e legati a un lungo palo di colmo, creando una struttura allungata a forma di cesto.
La copertura era a tre strati. Lo strato più interno di stuoie intrecciate di canne Totora è stato fissato al telaio di legno. Questo è stato seguito da uno strato di foglie di canna da zucchero (toa o rau toa) e fasci di erba (mauku) che erano attaccati alle parentesi graffe incrociate servivano da strato più esterno. È anche possibile, ma oggi non più comprensibile, che originariamente le fronde di palma di una specie di palma da miele (del genere Jubaea) fossero usate per coprire il tetto in modo simile a una scaglia. Come le foreste di palme attraverso il sovrasfruttamento era già stato distrutto, era necessario trovare materiali vegetali alternativi.
L'ingresso all'edificio era un tunnel basso, non più largo o più alto di un metro, in modo che la casa potesse essere raggiunta solo strisciando. Su ogni lato del tunnel d'ingresso, una piccola figura di legno era conficcata nel terreno come protezione contro gli spiriti maligni (Aku Aku), i cosiddetti "moai Kava kava".
Il piazzale semicircolare era pavimentato con ciottoli rotolanti (poro) e serviva da luogo di soggiorno per i residenti e per tutti i tipi di attività quotidiane, come la preparazione del cibo e le attività manuali. Immediatamente accanto ad essa c'era la fornace di terra (umu), una fossa di terra quadrata o esagonale rivestita con pietre di basalto.
L'interno della casa non era diviso e, come riferisce Roggeveen, non aveva mobili, solo pochi ganci di legno appesi al soffitto e "zucche" per conservare l'acqua. Carl Friedrich Behrens, il comandante dei marines Roggeveen, menziona anche materassini intrecciati e coperte di colore rosso e bianco fatte di corteccia di tapa.
L'Hare-Paenga era lungo in media tra i 10 ei 15 metri e largo da 1,5 a 2 metri. C'erano anche alcune case più grandi per scopi residenziali (fino a 40 m di lunghezza). Le case di riunione erano ancora più grandi.

## I primi rapporti e descrizioni europei
Ci sono resoconti di viaggio di esploratori europei del XVIII secolo che descrivono le case Paenga ancora intatte e in uso:

### Georg Forster
“... non si vedevano più di dieci o dodici capanne. Uno dei più maestosi è stato costruito su una piccola collina e la curiosità ci ha portato lì, ma era un appartamento miserabile. Chiunque volesse entrare o uscire doveva strisciare a quattro zampe. L'interno era nudo e spoglio, senza nemmeno un mucchio di paglia. Il nostro compagno ci ha detto che avrebbero passato la notte in queste capanne, ma deve essere un soggiorno infelice, soprattutto perché a causa delle poche capanne devono giacere una sopra l'altra".
- Georg Forster

### Jean-François de La Pérouse
"... poiché oso quasi certamente affermare che tutti gli abitanti di un villaggio o di un quartiere usavano insieme gli appartamenti. Ho misurato alcuni di questi appartamenti che non erano lontani dal luogo in cui abbiamo preso la posta. Era lungo 310 piedi, largo 10 piedi e alto 10 piedi al centro. La sua forma somigliava a una piroga rovesciata. Non aveva più di due porte, alte solo due piedi, così che una doveva entrarci dentro con le mani e con i piedi, e l'intera cosa poteva contenere più di duecento persone. Non poteva in alcun modo dipendere dal capo di questo popolo per restare, perché non c'era equipaggiamento; né una tale taglia gli sarebbe servita a qualcosa; Piuttosto, insieme ad altre due o tre capanne, che non sono lontani da un intero villaggio. ... Altre [abitazioni], invece, sono fatte di giunchi, che servono a dimostrare che ci sono zone paludose all'interno di quest'isola. Questi giunchi sono intrecciati in modo molto artificiale in modo che la pioggia non possa penetrare. L'edificio stesso poggia su una fondazione di pietre tagliate, tra le quali sono stati praticati dei fori qua e là a distanze misurate, e in essi sono stati inseriti dei tondini che sono curvati ad arco nella parte superiore, formando così le travi. Gli spazi vuoti tra questi pali sono pieni di stuoie che di solito sono tessute con giunchi". che nell'interno di quest'isola ci sono regioni paludose. Questi giunchi sono intrecciati in modo molto artificiale in modo che la pioggia non possa penetrare. L'edificio stesso poggia su una fondazione di pietre tagliate, tra le quali sono stati praticati dei fori qua e là a distanze misurate, e in essi sono stati inseriti dei tondini, che sono curvati ad arco nella parte superiore, formando così le travi. Gli spazi vuoti tra questi pali sono pieni di stuoie che di solito sono tessute da giunchi. che all'interno di quest'isola ci sono regioni paludose. Questi giunchi sono intrecciati in modo molto artificiale in modo che la pioggia non possa penetrare. L'edificio stesso poggia su una fondazione di pietre tagliate, tra le quali sono stati praticati dei fori qua e là a distanze misurate, e in essi sono stati inseriti dei tondini che sono curvati ad arco nella parte superiore, formando così le travi. Gli spazi vuoti tra questi pali sono pieni di stuoie che di solito sono tessute con giunchi ". tra i quali sono stati praticati qua e là dei fori a distanze misurate, e sono state inserite delle aste che sono curve ad arco nella parte superiore, e in questo modo formano le travi. Gli spazi vuoti tra questi pali sono pieni di stuoie che di solito sono tessute con giunchi". tra le quali sono stati praticati qua e là dei fori a distanze misurate e sono state inserite delle aste che sono curve ad arco nella parte superiore, e formano così i travetti. Gli spazi vuoti tra questi pali sono pieni di stuoie che di solito sono tessute con giunchi".
- Jean-François de La Pérouse

### James Cook
“Le loro case sono basse, lunghe e strette e per molti versi hanno l'aspetto di una grande barca rovesciata con la chiglia arrotondata e piegata; il più lungo di loro che vidi era di sessanta piedi di lunghezza, otto o nove di altezza nella parte centrale e tre o quattro a ciascuna estremità, ma la loro larghezza era quasi la stessa ovunque; la porta era al centro di un lato, costruita come una veranda, così bassa e stretta che era possibile che un solo uomo vi passasse carponi. I muri sono fatti di ramoscelli e i tetti sono ricoperti di canna da zucchero e foglie di fico, e si estendono dalle fondamenta al tetto, in modo che non abbiano luce se non quella consentita dal piccolo ingresso".
- James Cook
Questi primi rapporti sono interessanti in quanto contengono fatti che non possono più essere garantiti da prove archeologiche, come i materiali effimeri per le coperture, l'uso come case plurigenerazionali per la famiglia allargata o la mancanza di qualsiasi decorazione interna. Poiché i primi esploratori europei rimasero solo poche ore sull'Isola di Pasqua, i rapporti sono incompleti, ad esempio non consentono di trarre conclusioni più precise sulla struttura dell'insediamento.

## Utilizzo
Le case Paenga erano costruite in modo molto elaborato e quindi riservate all'élite di potere della tribù, alle famiglie dei capi e dei sacerdoti. Sono stati utilizzati congiuntamente da tutta la famiglia allargata. Come suggeriscono i primi rapporti, le case erano usate solo per dormire e non per residenza permanente. Tutta la famiglia veniva cotta nel vicino forno di terra e i pasti venivano consumati sul piazzale pavimentato. Altrimenti, l'intera vita familiare si è svolta su questa terrazza.
Ogni insediamento comprendeva solo poche case Paenga, gli scavi fino ad oggi indicano un massimo di una mezza dozzina, anche nei grandi villaggi. Gli uomini della tribù ordinari vivevano in capanne costruite in modo semplice e molto più piccole, che, nascoste nel mezzo delle aree coltivate, erano situate molto più lontano dalla costa e dalla piattaforma cerimoniale. A questo proposito è comprensibile che gli europei non li abbiano notati durante le loro brevi visite o non li abbiano ritenuti degni di essere citati in larga misura.

## Consacrazione della casa
È evidente che la costruzione di una casa di questa importanza richiedeva riti speciali. Il rapporto di Katherine Routledge fornisce un suggerimento:

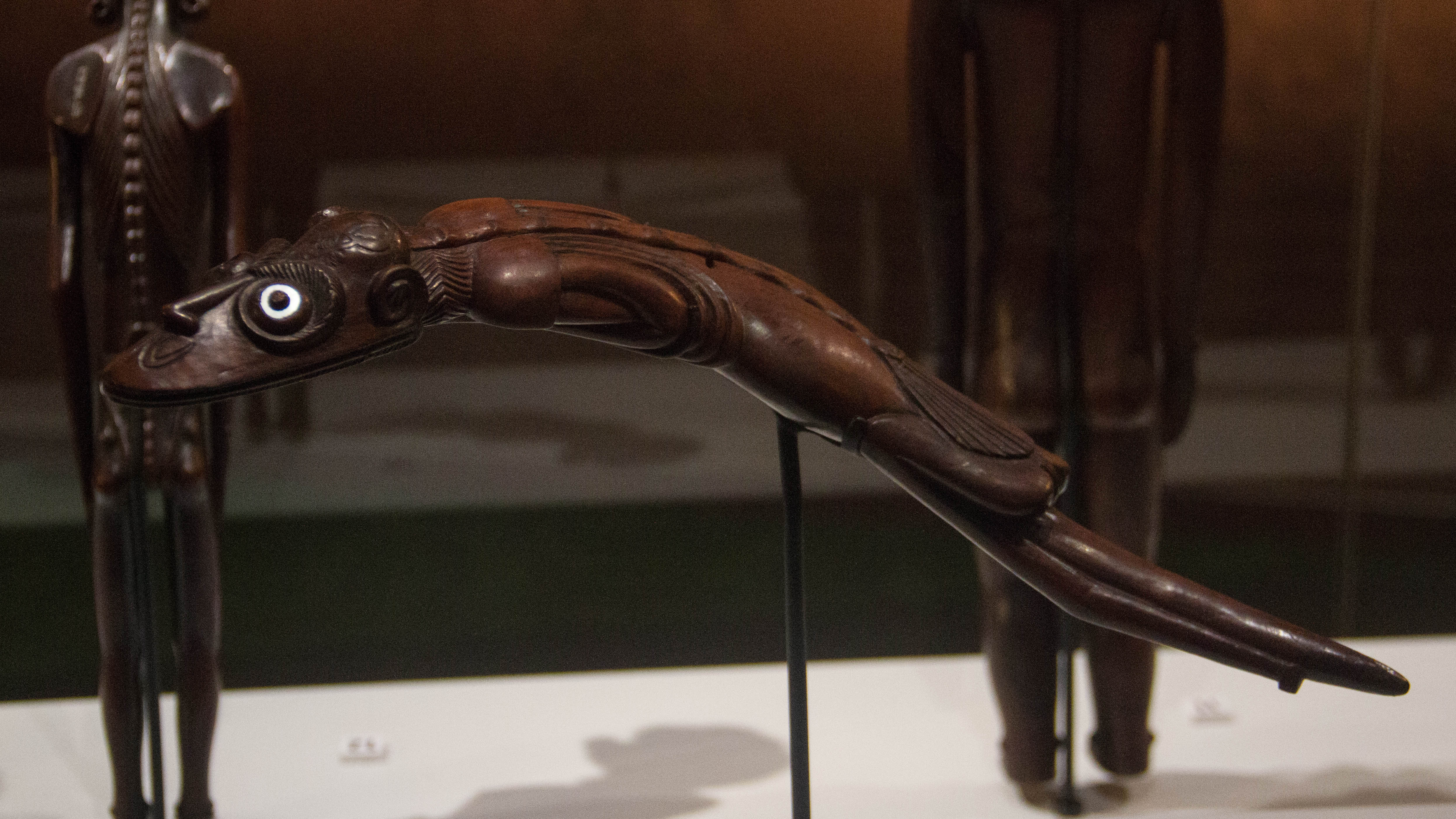
Moai Moko, Una figura antropomorfa con un uomo e un rettile della specie Ablepharus boutonii

“Ngaara [l'ultimo capo del clan Miru, morto in schiavitù peruviana a metà del XIX secolo] stesso ha assistito all'inaugurazione di ogni casa importante. Le lucertole di legno erano conficcate nel terreno su entrambi i lati dell'ingresso, di fronte al piazzale. L '"ariki" [capo, capo tribù e futuro proprietario della casa] e un "ivi-atua" [sacerdote di rango particolarmente elevato], che camminavano con lui come un "tatane" [fantasma, fantasma], furono i primi ad entrare la casa aveva il loro pasto [probabilmente rituale]. Solo le case con fondamenta in pietra sono state onorate in questo modo. L'ariki è stato visitato un certo mese dell'anno da tutte le persone [i membri del clan] che gli hanno dato la pianta pua [una delle piante di zenzero appartenente, oggi molto rara sull'Isola di Pasqua], raggiunse la casa all'estremità di un bastone e poi indietreggiò". 
Le lucertole di legno menzionate nel rapporto sono figure antropomorfe , una combinazione di umano e lucertola. Le statuette di legno intagliate, come l'animale con lo stesso nome è chiamato moko, hanno la testa e il corpo della lucertola Ablepharus boutonii del genere della vipera, comune sull'Isola di Pasqua. Allo stesso tempo, tuttavia, hanno anche attributi umani come la spina dorsale, le costole, le braccia e le mani. Spesso una vulva è incisa sul corpo, su altri esemplari un pene circonciso. La coda della lucertola è innaturalmente allungata e termina in un punto, il che conferma la descrizione di Routedge secondo cui la figura era bloccata nel terreno.
Secondo il rapporto di Thomson, le pietre consacrate furono sepolte sotto la porta per proteggere la casa e gli abitanti da eventuali danni.

## Leggenda
Secondo la leggenda, le case Paenga non erano un'invenzione molto propria della cultura dell'isola di Pasqua, ma erano, come molte altre utili realizzazioni di Hotu Matua, il mitico padre fondatore, dall'isola di Hiva in poi portato all'Isola di Pasqua. Tra i seguaci di Hotu Matua c'era un uomo di nome Nuku Kehu, il leggendario primo capomastro dell'isola di Pasqua.